# Scriptaphyosemion guignardi
Scriptaphyosemion guignardi är en fiskart som först beskrevs av Romand, 1981.  Scriptaphyosemion guignardi ingår i släktet Scriptaphyosemion och familjen Nothobranchiidae. IUCN kategoriserar arten globalt som otillräckligt studerad. Inga underarter finns listade i Catalogue of Life.